# Sardine run

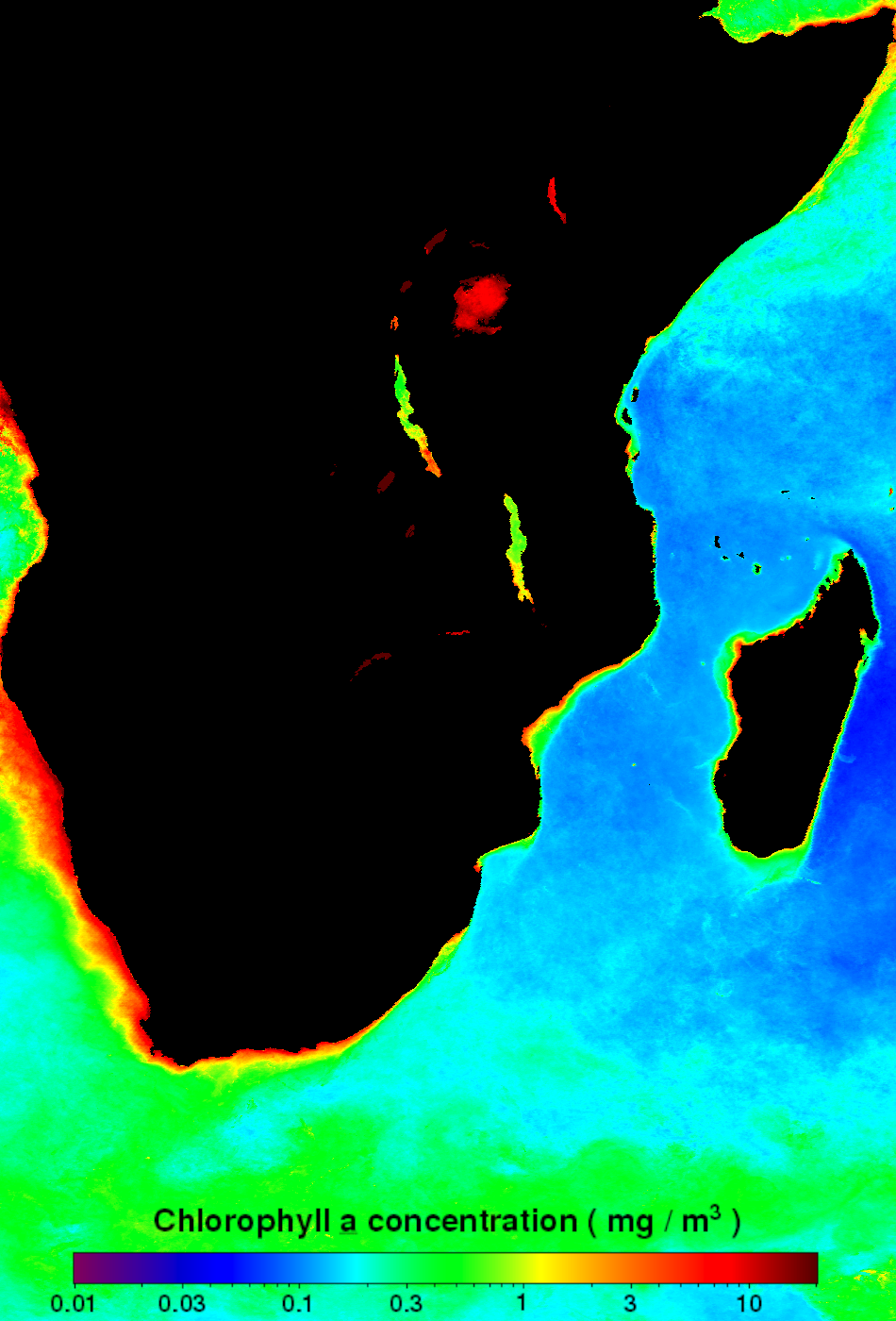
Carte de la NASA du courant Agulhas montrant les niveaux de production primaire en 2009. Cela donne une indication de la quantité de nourriture présente pour les sardines en reproduction.

Le sardine run est un évènement qui a lieu au large de l'Afrique du Sud quand des milliards de sardines – ou plus précisément de pilchard de Californie Sardinops sagax – se rassemblent entre mai et juillet pour frayer dans les eaux tempérées du banc des Agulhas et migrent ensuite vers le nord le long de la côte est de l'Afrique du Sud. Leur nombre impressionnant crée une frénésie alimentaire le long de la côte, par des otaries, des requins, des dauphins, des rorquals et des fous du Cap.   
En termes de biomasse les chercheurs estiment que le « sardine run » peut rivaliser avec la grande migration des gnous en Afrique de l'Est. Toutefois, on connait assez mal le phénomène. On pense qu'il faut que la température de l'eau descende en dessous de 21 °C pour que la migration se déclenche. En 2003, les sardines n'ont pas accompli cette migration, pour la troisième fois en 23 ans. Alors que la migration de 2005 a été importante, 2006 n'a pas vu le phénomène se produire non plus.
Le banc de sardines mesure souvent plus de 7 km de long, 1,5 km de large et 30 mètres de profondeur. Il est clairement visible depuis la surface de l'eau.